# Rover CityRover

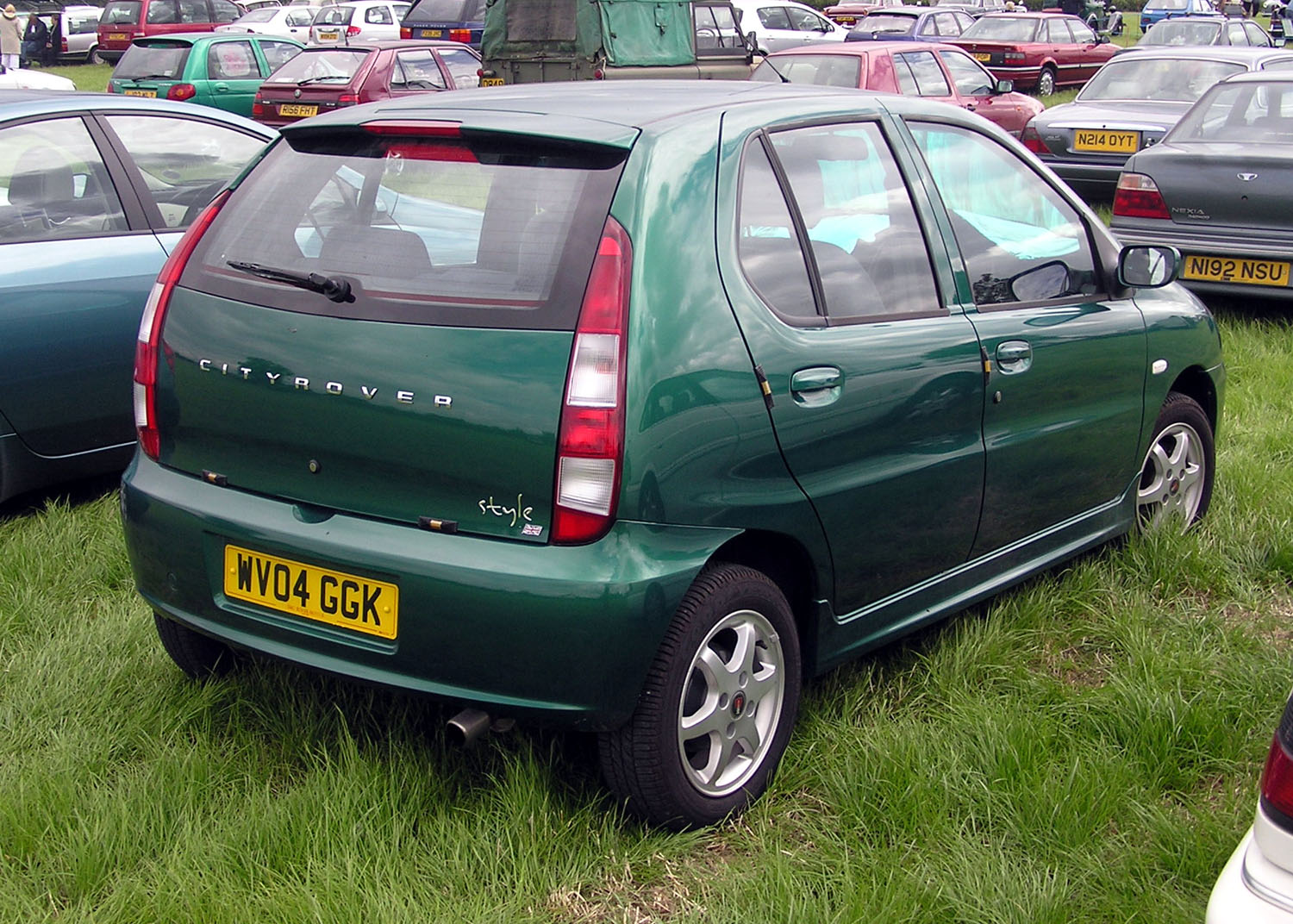
Achteraanzicht

De Rover CityRover is een automodel in de miniklasse van de Britse autofabrikant Rover, die in de herfst van 2003 werd gepresenteerd. Het was een licht gewijzigde Tata Indica met het Rover-logo (de zogenaamde badge-engineering).

## Geschiedenis
De CityRover zou als opvolger van de in Engeland behoorlijk succesvolle kleine Rover 100 worden aangeboden. Die op de Austin Metro gebaseerde auto werd in 1998 van de markt gehaald na catastrofale resultaten in de Euro NCAP-botsproef. BMW wilde daarmee verdere imagoschade van Rover voorkomen. Omdat er nog geen opvolger was ontwikkeld voor het oorspronkelijke model, bleven de verkoopcijfers van Rover achteruitgaan.
Na de terugtrekking van BMW werd onder financieel moeilijke omstandigheden gezocht naar een goedkope manier om het gat in het modellengamma te vullen. Tata bood zich aan als partner omdat het bedrijf in India een kleine auto had ontwikkeld, die voor distributie via Rover slechts minimaal behoefde te worden aangepast.
De CityRover, die aanvankelijk alleen in Engeland en Spanje werd verkocht, verkocht slechts moeizaam. Qua techniek kon de auto niet voldoen aan de Europese wensen en ook de veiligheid was niet overtuigend. Hoewel hij was uitgerust met twee airbags en ABS, was het passagierscompartiment onvoldoende stevig. Het ontwerp kwam overeen met de stand van de vroege jaren negentig. Ondanks prijsverlagingen bleef de auto duur in vergelijking met modernere concurrenten.
De komst van de CityRover naar Nederland werd meerdere maanden uitgesteld. Aanvankelijk stond de CityRover, die de concurrentie moest aangaan met auto's als de Citroën C2 en de Ford Ka, op de kalender voor de zomer van 2004. Er zouden volgens de Nederlandse woordvoerster van MG Rover problemen met de productiecapaciteit in India zijn en er waren te weinig auto's beschikbaar om geheel Europa te bedienen. Vervolgens was er inmiddels zoveel gebeurd in het segment waarin de CityRover viel, dat men opnieuw met Tata over de prijs ging onderhandelen. In januari 2004 maakte MG Rover bekend dat de vanafprijs van de CityRover 9.990 euro zou bedragen. Pas als de onderhandelingen over de prijs rond zouden zijn en de capaciteitsproblemen in India uit de lucht, zou de CityRover naar Nederland komen.
Een nog in mei 2005, na het faillissement van MG Rover, in de Engelse zeehaven Dover gearriveerde scheepslading met CityRovers werd als restpartij in supermarkten verkocht. Naar verluidt was bij MG Rover gepland om in het modeljaar 2007 een opvolger van de CityRover uit te brengen. Er werd ook aan een MG-versie gedacht.
Na het faillissement van MG Rover kwam de CityRover nog in aanmerking voor een terugroepactie. Bij de modellen met stalen velgen waren sierdoppen gemonteerd die mogelijk de buitenkant van de band konden beschadigen, wat in het ergste geval kon leiden tot een klapband. Het probleem werd door de curatoren van MG Rover naar buiten gebracht. Volgens Rover was de gemakkelijkste oplossing om zelf de sierdoppen te verwijderen maar aangeraden werd om met de auto langs de expert te gaan. CityRover-rijders konden door het faillissement van de fabrikant echter geen gebruik meer maken van de garantie en moesten zelf betalen voor een eventuele aanpassing. Van de CityRover zijn in Groot-Brittannië 7.500 exemplaren verkocht. Van export naar Nederland is het nooit gekomen.
De samenwerking met MG Rover werd door Tata beëindigd, ook om verdere licentie-exploitatie van de CityRover door andere samenwerkingspartners te voorkomen. Een verdere productie van de CityRover werd daarmee voorkomen.